# Rhynchoplexia
Rhynchoplexia is een geslacht van vlinders van de familie uilen (Noctuidae), uit de onderfamilie Hadeninae.

## Soorten
- R. griseimarginata Hampson, 1894
- R. rubra Hampson, 1894